# Schuberts Reise nach Atzenbrugg
Schuberts Reise nach Atzenbrugg ist eine Oper in einem Akt von Johanna Doderer (Musik) mit einem Libretto von Peter Turrini. Aufgrund der Maßnahmen gegen die COVID-19-Pandemie musste die ursprünglich für den 23. April 2020 geplante Premiere verschoben werden. Am 30. April 2021 gab es eine Streaming-Vorpremiere in einer reduzierten Orchesterfassung. Die öffentliche Uraufführung dieser Fassung war am 16. Mai 2021.

## Handlung
Die Oper handelt von einer Landpartie des Komponisten Franz Schubert und seiner Freunde nach Atzenbrugg. Mitreisende auf der Kutsche sind der Sänger Johann Michael Vogl, der Librettist Franz von Tassié (der „schöne Franz“), die Cellistin Caroline Helmer (die „rote Caro“), der Maler Leopold Kupelwieser, der Musikalienhändler Nepomuk Feder, die Kunstpfeiferin Louise Lautner und die von Schubert angebetete Josepha von Weisborn, Tochter eines reichen Baumeisters. Am Straßenrand befinden sich Bettler und Kriegsversehrte. Dorothea Tumpel, Tochter des Fleischermeisters Ignaz Tumpel, bringt der Gesellschaft einen Korb voller Wurstwaren und bittet darum, mitreisen zu dürfen. Ihr Vater wünsche sich, dass sie nicht nur die Praxis des Wurstmachens, sondern auch die Kunst kennenlerne. Die Reisenden nehmen sie und den Proviant gerne auf.
Schubert erzählt Leopold Kupelwieser von seiner Liebe zu Johanna von Weisborn und seiner Angst, sich ihr zu offenbaren. Kupelwieser rät ihm zu einer poetischen Liebeserklärung. Schubert glaubt jedoch, seine Gefühle nur in der Musik ausdrücken zu können. Zugleich fühlt er sich von Caroline Helmer, die ein Auge auf ihn geworfen hat, gestört. Johann Michael Vogl erklärt den anderen, dass er häufig Schuberts Lieder singe, um seiner vor Jahren verstorbenen Geliebten zu gedenken. Er und Schubert tragen ein Beispiel aus der Winterreise vor („Ich such’ im Schnee vergebens“). Schubert beobachtet eifersüchtig einen Flirt zwischen Franz von Tassié und Josepha von Weisborn. Als Bettler die Kutsche umlagern, fangen alle an zu singen und setzen die Reise fröhlich fort.
Bei einer Pause stellt Dorothea Tumpel fest, dass Nepomuk Feder ungefragt den Proviant angegriffen und damit ihre Planung durcheinander gebracht hat. So ein Verhalten hätte sie von den Anwesenden niemals erwartet. Leopold Kupelwieser weist darauf hin, dass Nepomuk kein Künstler, sondern Musikalienhändler sei. Louise Lautner unterhält die Gesellschaft mit einem Lied ihres mechanischen Vogels. Als Johann Michael Vogl sich Johanna nähert, bittet der eifersüchtige Schubert Kupelwieser um ein geschöntes Porträt, in dem er etwas größer und schlanker dargestellt sei und einen üppigen Wuschelkopf habe. Er hofft, Johanna damit beeindrucken zu können. Kupelwieser findet das lächerlich, da Johanna ja Realität und Abbild direkt miteinander vergleichen könne. Die Fahrt geht weiter. Schubert träumt davon, als strahlender Ritter Johanna bei einem Überfall zu retten.
Louise Lautner erzählt Schubert von ihren eigenen unglücklichen Erfahrungen in der Liebe. Schubert gesteht, dass er noch nie eine echte Liebschaft hatte. Kupelwieser gibt zu, dass seine eigenen Beziehungen immer sehr schnell scheiterten. Schubert bittet ihn, ihm bei seiner Werbung um Johanna zu helfen. Kupelwieser gibt sich redliche Mühe, ihr Interesse auf Schubert zu wecken. Der versagt jedoch kläglich, findet erst keine Worte und behauptet dann, dass Beethoven ein besserer „Kompositeur“ gewesen sei als er selbst. Schließlich verliert er sich in Minderwertigkeitsgefühlen. Er träumt davon, die Beschimpfungen seines tyrannischen Vaters zu überwinden und mit Josepha Hochzeit zu feiern.
Bei einem weiteren Zwischenstopp bemüht sich Franz von Tassié erneut um Johanna. Deren Gedanken drehen sich aber um Schubert, der in einem Lied Blumen besang. Sie überreicht ihm deshalb einen Blumenstrauß. Schubert ist verwirrt. Er kann sich an dieses Lied nicht erinnern und begründet seine Vergesslichkeit mit den Nebenwirkungen der Quecksilbertherapie gegen seine Syphilis. Franz von Tassié versucht, ihm sein neues Libretto vorzustellen, doch Schubert zeigt kein Interesse daran. Er steigert sich so sehr in eine Wut gegen die Ärzte, das Militär, die Miethaie und schließlich sogar das Kaiserhaus hinein, dass seine Freunde Angst bekommen. Falls ein Metternich-Spitzel unter ihnen sein sollte, könnten sie ernste Probleme bekommen. Dorothea Tumpel stellt fest, dass die Menschen sie und Schubert auf ähnliche Weise wahrnehmen. Während Schubert nur seiner Musik wegen beachtet werde, sehe man in ihr nur eine Wurstmacherin. Für ihre Persönlichkeit interessiert sich niemand.
Nach der Ankunft in Atzenbrugg feiern alle ausgelassen. Schubert spielt zum Tanz auf. Anschließend erzählt er Kupelwieser, dass Vogl mit Josepha tanzte. Er habe deshalb immer schneller gespielt, bis sein Rivale aufgeben musste. Er hält sich für hässlich und glaubt nicht, dass Josepha an ihm interessiert sein könnte. Kupelwieser ermutigt ihn: Bei Reichen, Priestern und Musikern sei den Frauen das Aussehen gleichgültig. Er solle jetzt „wie ein Gott“ spielen, bis Jubel ausbreche. Dann solle er Josepha öffentlich seine Liebe verkünden. Schubert versucht es, doch im entscheidenden Augenblick fehlen ihm wieder die Worte. Stattdessen verkündet Franz von Tassié seine Verlobung mit Josepha. In diesem Augenblick bricht ein Gewitter aus, und alle eilen ins Haus. Schubert bleibt verzweifelt zurück. Er will mit den anderen nicht mehr zu tun haben, reißt sich den Großteil der Kleidung vom Leibe und die Perücke vom Kopf und flüchtet sich in die Musik: „Geliebte, wo bist du?“

## Gestaltung
Doderer verband ihre eigene Musik mit Ausschnitten aus Werken Franz Schuberts wie der Wanderer-Fantasie, der Winterreise, den Atzenbrugger Tänzen der Messe Nr. 6 in Es-Dur oder dem Adagio aus dem Streichquintett. Sie selbst beschrieb dieses Verfahren folgendermaßen: „Die Musik dieser Oper besteht aus drei Ebenen: Schubert-Zitate, Musik zwischen Schubert und meiner eigenen Komposition, und es gibt ganz klar meine musikalische Sprache.“

## Werkgeschichte
Johanna Doderers Oper Schuberts Reise nach Atzenbrugg entstand im Auftrag des Staatstheaters am Gärtnerplatz. Das Libretto verfasste Peter Turrini.
Die für den 23. April 2020 geplante Uraufführung musste aufgrund der Maßnahmen gegen die COVID-19-Pandemie verschoben werden. Um die geforderten Abstandsregeln im Orchestergraben einhalten zu können, erstellte Doderer daraufhin eine Fassung für ein kleiner besetztes Orchester aus nur zwölf Musikern. Eine „Streaming-Vorpremiere“ dieser Fassung wurde am 30. April 2021 als Video im Internet bereitgestellt und live von den Radiosendern BR-Klassik und Deutschlandfunk Kultur übertragen. Im Publikum waren nur wenige Pressevertreter mit strengen Auflagen zugelassen. Die musikalische Leitung hatte Michael Brandstätter. Regie führte Josef E. Köpplinger. Für Bühne und Kostüme war Rainer Sinell zuständig. Michael Heidinger und Josef E. Köpplinger erstellten das Lichtdesign, Meike Ebert und Raphael Kurig die Videos und Karl Alfred Schreiner die Choreografie. Die Darsteller waren Daniel Prohaska (Franz Schubert), Maria Celeng (Josepha von Weisborn), Alexandros Tsilogiannis (Franz von Tassié), Mathias Hausmann (Leopold Kupelwieser), Anna-Katharina Tonauer (Caroline Helmer), Daniel Gutmann (Nepomuk Feder), Timos Sirlantzis (Johann Michael Vogl), Andreja Zidaric (Louise Lautner), Florine Schnitzel (Dorothea Tumpel), Holger Ohlmann (Theodor Schubert) und Johannes Thumser (Kutscher).
Der Rezensent der Neuen Musikzeitung meinte, dass Turrini in seinem Libretto Schuberts Seelenlage „gut einsichtig“ machte. Die Anklänge an Schuberts Werke in Doderers Komposition seien „reizvoll zu hören“. Auch „dramatische Ballungen mit dissonanten Gipfeln“ seien gelungen. Doch musikdramatisch bleibe nichts „wirklich hängen“. Er vermisste ein „griffiges Thema“ des Helden. Die Leistungen der Ausführenden sollten damit „nicht verkleinert werden“. Für ein endgültiges Urteil müsse man aber die Fassung für großes Orchester abwarten. Der Rezensent des Münchner Merkurs fand das Ergebnis „zwiespältig“. Insgesamt könne „man sich vor der Produktion nur verneigen“. Ein von Turrinis Libretto ausgelöstes „Grundmissverständnis“ führe jedoch dazu, dass „Petitessen wie eine verschwundene Knoblauchwurst“ zu stark hervorgehoben würden. Anstelle des von den Autoren gedachten „fein besaiteten Schubert“ hätten sie selbst „an jenem Genie- und Denkmalkult, den sie hinter sich lassen wollten“, gestrickt. Der Rezensent von Bachtrack vermisste im Libretto „die opernnotwendigen Ingredienzien wie Duette und Ensembleszenen“. Nur in der Szene Louise Lautners mit ihrem mechanischen Vogel habe es die „Möglichkeit zu einer Arie“ gegeben. Meist habe Doderer „Konversation in Töne“ fassen müssen. Immerhin habe sie in der zweiten Hälfte mehr Gelegenheit „zu spezifisch musikalischen Mitteln“ gehabt, um Schuberts Verzweiflung auszudrücken. Der Rezensent des Online Merker äußerte sich begeistert: Die gesamte Besetzung sei „ohne Abstriche auf allerhöchstem Niveau“ gewesen. Die Komposition schreie „geradezu nach weitläufiger internationaler Aufnahme ins Kern-Repertoire“.
Die öffentliche Uraufführung der kammermusikalischen Fassung fand am 16. Mai 2021 statt.

## Aufnahmen
- 30. April 2021 – Michael Brandstätter (Dirigent), Josef E. Köpplinger (Regie), Rainer Sinell (Bühne und Kostüme), Michael Heidinger und Josef E. Köpplinger (Licht), Meike Ebert und Raphael Kurig (Video), Karl Alfred Schreiner (Choreografie), Chor, Kinderchor und Musiker des Orchesters des Staatstheaters am Gärtnerplatz.
 Daniel Prohaska (Franz Schubert), Maria Celeng (Josepha von Weisborn), Alexandros Tsilogiannis (Franz von Tassié), Mathias Hausmann (Leopold Kupelwieser), Anna-Katharina Tonauer (Caroline Helmer), Daniel Gutmann (Nepomuk Feder), Timos Sirlantzis (Johann Michael Vogl), Andreja Zidaric (Louise Lautner), Florine Schnitzel (Dorothea Tumpel), Holger Ohlmann (Theodor Schubert), Johannes Thumser (Kutscher).
 Auch Video; Streaming-Vorpremiere in kammermusikalischer Fassung; live aus dem Staatstheater am Gärtnerplatz in München.
 Radio-Übertragung auf BR-Klassik und Deutschlandfunk Kultur sowie Videostream.[11][3]